# Čileanska odbojkaška reprezentacija
Čileanska odbojkaška reprezentacija predstavlja državu Čile u međunarodnoj odbojci. Krovna organizacija je "Čileanski odbojkaški savez" (špa. Federación de Vóleibol de Chile).

## Međunarodna natjecanja

### Svjetsko prvenstvo
- 1982. – 23.

### Svjetski kup
- 1991. – 12.

### Južnoameričko prvenstvo
- - 1961.
- - 1993., 1983., 1981., 1967.

## Vanjske poveznice
- Službena stranica Čileanskog odbojkaškog saveza (šp.)
- Profil reprezentacije na FIVB profile